# NATO Stock Number
Con NATO Stock Number (italiano è anche indicato Numero Unico di Codificazione NATO) si indica un codice numerico a 13 cifre che identifica ciascun articolo di rifornimento inventariato dal ministero/dipartimento della difesa di vari Stati membri della NATO. 
In accordo allo Standardization Agreement (STANAG), il codice deve essere utilizzato obbligatoriamente in tutti i paesi dell'Organizzazione del Trattato Nord Atlantico.

## Le cifre
Le 13 cifre possono essere suddivise in tre gruppi:
1. I primi quattro numeri formano il codice NATO Supply Classification (NSC) e identificano il gruppo (1º e 2º) e la classe (3º e 4º) di appartenenza dell'oggetto
2. Le successive due cifre sono proprie di ogni Stato e formano il codice National Codification Bureau (NCB)
3. Le rimanenti sette cifre identificano l'oggetto ed indicano uno ed un solo pezzo all'interno dello Stato.